# Akfan Ukubajew
Akfan Ukubajew (ros. Акфан Укубаев, kaz. Ақпан Үкібаев, ur. 1919 w aule Augabas w obwodzie akmolińskim, zm. 5 października 1963) – działacz państwowy i partyjny Kazachskiej SRR.

## Życiorys
Uczył się w technikum rachunkowo-ekonomicznym w Ałmaty, 1939-1946 służył w Armii Czerwonej, był kursantem wyższej szkoły oficerskiej Armii Czerwonej w Eupatorii. W latach 1946–1948 był instruktorem i kierownikiem grupy Komitet Wykonawczego Akmolińskiej Rady Obwodowej, a 1948-1950 słuchaczem Wyższej Szkoły Partyjnej przy KC Komunistycznej Partii (bolszewików) Kazachstanu, 1950 ukończył Kazachski Państwowy Instytut Pedagogiczny i został zastępcą przewodniczącego komitetu wykonawczego rady rejonowej w obwodzie akmolińskim. W latach 1955–1955 był przewodniczącym komitetu wykonawczego rady rejonowej w obwodzie akmolińskim, 1955-1961 I sekretarzem barankulskiego rejonowego komitetu KPK, od 1961 do stycznia 1963 II sekretarzem Północnokazachstańskiego Komitetu Obwodowego KPK, a od stycznia 1963 do śmierci przewodniczącym Komitetu Wykonawczego Północnokazachstańskiej Wiejskiej Rady Obwodowej. Był odznaczony Orderem Czerwonego Sztandaru Pracy i Orderem Wojny Ojczyźnianej II klasy. Zginął w wypadku samochodowym.